# USS Blackfish (SS-221)
«Блекфіш» (англ. USS Blackfish (SS-221)) – підводний човен військово-морських сил США типу «Гато», котрий взяв участь у бойових діях Другої Світової війни.
Човен спорудила компанія General Dynamics Electric Boat на верфі у Гротоні, штат Коннектикут.

## Походи
Всього човен здійснив дванадцять бойових походів

### 1-й похід
9 жовтня 1942-го човен вийшов з Нью-Лондону (Коннектикут) та попрямував на іншу сторону Атлантики для участі у операції «Торч» - висадці союзників у Північній Африці. 9 листопада поблизу Дакару він зустрів французький конвой та безрезультатно випустив 2 торпеди по шлюпу Commandant Bory. 27 листопада «Блекфіш» прибув на західне узбережжя Шотландії у порт Росніт, котрий став базою для кількох американських підводних човнів.

### 2-й похід
Тривав з 21 грудня 1942 по 18 січня 1943 року, при цьому місцем бойового патрулювання була визначена Північна Атлантика.

### 3-й похід
1 лютого 1943-го «Блекфіш» вийшов для дій у Біскайській затоці. Тут 19 лютого за два десятки кілометрів від іспанського Більбао він випустив дві торпеди та потопив німецьке переобладнане патрульне судно V 408 (колишній траулер Haltenbank, 432 GRT). Інше патрульне судно V 404 контратакувало глибинними бомбами та завдало «Блекфішу» певних пошкоджень, тому 22 лютого човен прибув до Плімуту.

### 4-й похід
Тривав з 5 квітня по 14 травня 1943 року, при цьому місцем бойового патрулювання було визначене Норвезьке море.

### 5-й похід та перехід на Тихий океан
Оскільки використання підводних сил США для дій на європейському театрі було визнане неефективним, всі човни звідси відправили для боротьби з Японією. «Блекфіш» завершив свій п’ятий похід 4 липня 1943-го, а 26 липня він прибув на протилежний бік Атлантики до бази у Нью-Лондоні. У вересні човен досягнув Перл-Гарбору та увійшов до складу Тихоокеанського флоту. 14 серпня «Блекфіш» вирушив на базу у Брисбені (східне узбережжя Австралії).

### 6-й похід
19 жовтня 1943-го човен вирушив у район бойового патрулювання на північ від Нової Гвінеї. 23 листопада в районі за п’ять з половиною сотень кілометрів північніше від Порт-Холландія (зараз Джайпура) та а за вісім з половиною сотень кілометрів на південний схід від архіпелагу Палау «Блекфіш» потопив невелике вантажне судно «Ямато-Мару №2». 4 грудня човен прибув до затоки Мілн (крайнє південно-східне завершення Нової Гвінеї).

### 7-й похід
24 грудня 1943-го «Блекфіш» вийшов для дій на комунікаціях архіпелагу Бісмарка. 29 – 30 грудня він відвідав для бункерування острів Тулагі (на сході Соломонових островів), після чого попрямував на північний захід. 16 січня 1944-го човен потопив вантажне судно в районі за п’ятсот кілометрів на південний захід від острова Трук (до лютого 1944-го головна японська база у цьому регіоні, з якої провадились операції та відбувалось постачання гарнізонів у цілому ряді архіпелагів). У підсумку 13 лютого «Блекфіш» прибув до Брисбену.

### 8-й похід
Тривав з 1 березня по 19 травня 1944 року. В кінці квітня у районі поблизу острова Кей-Бесар (Молуккські острови, південніше від західного завершення Нової Гвінеї) «Блекфіш» випустив кілька торпед по відмітці на радарі, класифікованій як есмінець, проте не досяг успіху. Кінцевим пунктом походу став Перл-Гарбор, після чого 27 травня 1944-го човен прибув до Сан-Франциско для проведення ремонту, по завершенні якого він 31 серпня вирушив назад.

### 9-й похід
23 вересня 1944-го «Блекфіш» вийшов до острова Сайпан (Маріанські острови), 3 – 4 жовтня провів тут бункерування, після чого попрямував в район острова Формоза (Тайвань). На цей раз човну не вдалось збільшити свій бойовий рахунок і 17 листопада він повернувся на Сайпан, а до кінця року опинився на атолі Мідвей.

### 10-й похід
1 січня 1945-го «Блекфіш» попрямував з Мідвею до північної частини Південно-Китайського моря. Тут він у двох окремих сутичках неподалік від китайського узбережжя (за півтори сотні кілометрів на південний схід від Гонконгу) знищив артилерійським вогнем 4 сампани. 21 лютого «Блекфіш» прибув на острів Гуам (Маріанські острови).

### 11-й похід
Почався 21 березня 1945-го, причому човен діяв у Південно-Китайському морі. Не досягнувши жодних успіхів, він 10 травня 1945-го прибув до Перл-Гарбору.

### 12-й похід
Почався 14 червня 1945-го та завершився прибуттям на Гуам 14 серпня в день капітуляції Японії. «Блекфіш» діяв у Східно-Китайському та Жовтому морях та не зміг збільшити свій бойовий рахунок, зате 5 серпня врятував шість збитих льотчиків.

## Післявоєнна доля
Навесні 1946-го човен вивели в резерв Атлантичного флоту. З березня 1949-го по лютий 1954-го він використовувався у Сейнт-Пітерсберзі (Флорида) резервом ВМС США для навчальних цілей, а потім знову був демобілізований.
4 травня 1959-го човен продали на злам.

## Бойовий рахунок
| Дата       | Назва         | Тип                           | Тоннаж | Місце                     |
| 19.02.1943 | V 408         | переобладнане патрульне судно | 432    | 43°30' пн.ш. 2°54' зх.д.  |
| 23.02.1943 | Ямато-Мару №2 | вантажне                      | 439    | 2°28' пн.ш. 140°6' сх.д.  |
| 16.01.1944 | Каїка Мару    | вантажне                      | 2087   | 4°03' пн.ш. 148°41' сх.д. |